# Sasszem
A Sasszem (eredeti cím: Eagle Eye) egy 2008-as amerikai akció-thriller, D. J. Caruso rendezésében, Shia LaBeouffal és Michelle Monaghannel a főszerepben.
Bemutatója Észak-Amerikában 2008. szeptember 26-án volt, s IMAX-mozikban is vetítették.
A produkció vegyes fogadtatásban részesült, a kritikusok többsége negatív véleménnyel írt róla, azonban hazájában több mint 100 millió dolláros bevételt ért el.

## Cselekménye
A történet középpontjában egy fiatal férfi és egy egyedülálló anya áll, akiket egy ismeretlen telefonon keresztül zsarol, és kényszerít bűnözésre, menekülésre.

## Szereplők
| Szereplő                           | Színész              | Magyar hang      |
| ---------------------------------- | -------------------- | ---------------- |
| Jerry Damon Shaw / Ethan W. Shaw   | Shia LaBeouf         | Hamvas Dániel    |
| Rachel Holloman                    | Michelle Monaghan    | Major Melinda    |
| Zoe Perez                          | Rosario Dawson       | Bognár Gyöngyvér |
| George Callister védelmi miniszter | Michael Chiklis      | Jakab Csaba      |
| William Bowman tábornok            | Anthony Mackie       | Kardos Róbert    |
| Toby Grant ügynök                  | Ethan Embry          | Elek Ferenc      |
| Thomas Morgan ügynök               | Billy Bob Thornton   | Barbinek Péter   |
| Ranim Khalid                       | Anthony Azizi        |                  |
| Sam Holloman                       | Cameron Boyce        |                  |
| Mrs. Wierzbowski                   | Lynn Cohen           | Kassai Ilona     |
| Thompson admirális                 | Bill Smitrovich      | Bolla Róbert     |
| Mr. Miller                         | Charles Carroll      |                  |
| William Shaw, Jerry apja           | William Sadler       | Rudas István     |
| Jerry anyja                        | Deborah Strang       |                  |
| Rourke őrmester (tolmács)          | Dariush Kashani      |                  |
| Craig                              | Eric Christian Olsen | Zámbori Soma     |
| Elnök                              | Madison Mason        | Versényi László  |
| Aria hangja                        | Julianne Moore       | Kocsis Mariann   |